# Femme de lettres

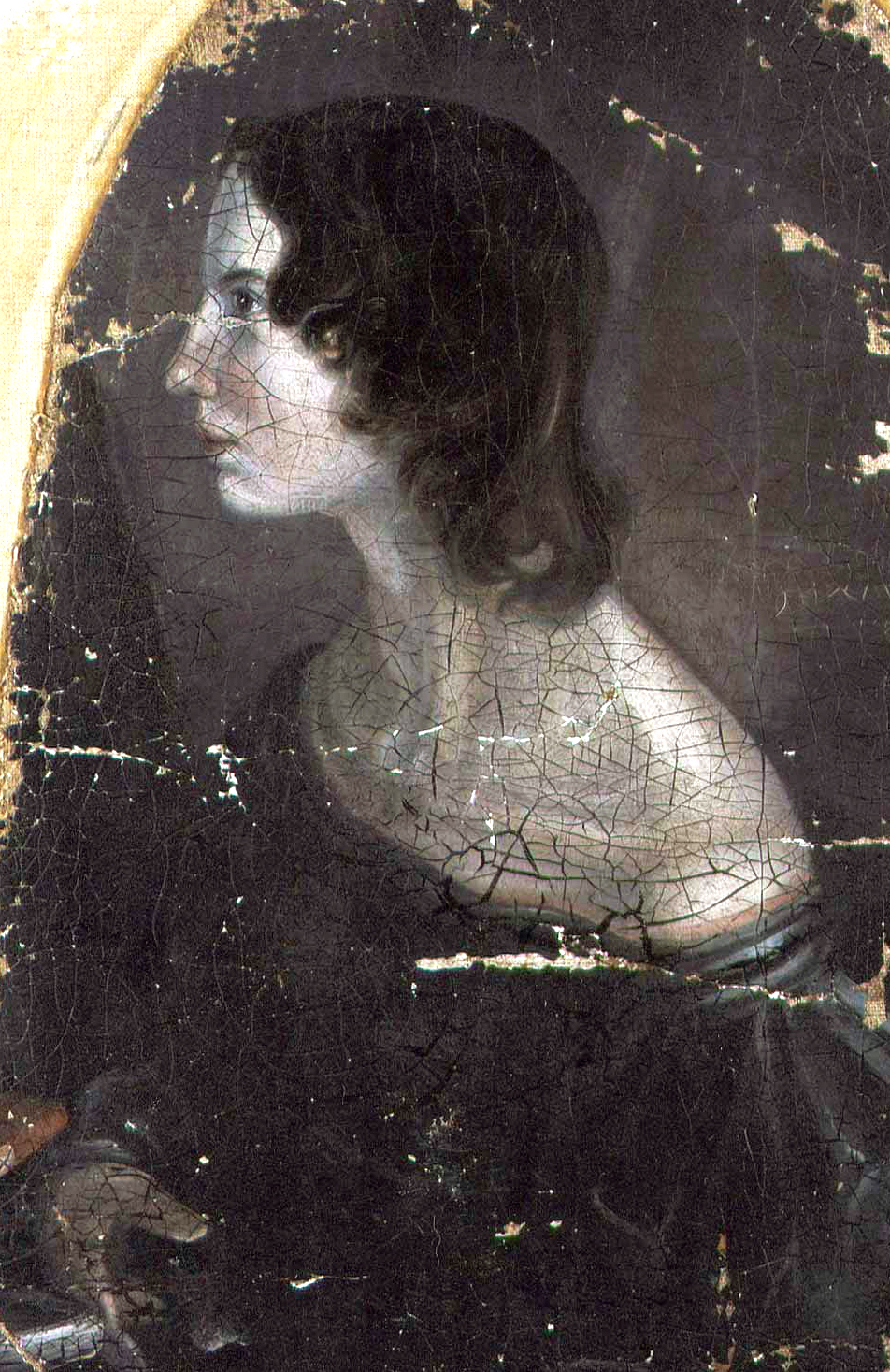
Emily Brontë alias Ellis Bell, auteur des Hauts de Hurlevent.

Une femme de lettres est une femme qui a une pratique de l'écriture, dans le but de produire des œuvres de nature littéraire ; par extension, elle peut, éventuellement, tenir un salon littéraire.
Cette expression se popularise au cours des XVIIe et XVIIIe siècles, elle témoigne de l'avancement et de l'éducation des femmes, qui, issues aussi bien de la petite bourgeoisie que de l'aristocratie, deviennent « lettrées » et se revendiquent comme telles : c'est une forme de pouvoir, une affirmation de leur existence sur le plan social, culturel et politique. Elle témoigne également d'une professionnalisation féminine progressive des métiers de l'écriture dans un champ largement dominé par les hommes.
Ce mouvement de fond remonte à la Renaissance, trouve son apogée dans la Révolution anglaise (1688), et dans la Révolution française, et durant cet intervalle, au cours des Lumières. Au XIXe siècle, les premiers mouvements et combats féministes structurés s'affirment sur le terrain de l'édition et de la presse écrite, deux véritables industries, qui permettent une multiplication des voix féminines par l'écrit, sans passer par l'anonymat et l'usage de pseudonymes prénominaux masculins.
De Christine de Pisan à Virginia Woolf, l'étude des textes produits par ces femmes durant plus de cinq siècle permet de comprendre l'évolution de la condition féminine et son impact sur le travail artistique des femmes de lettres.
D'après Claire Lesage, le talent bridé de certaines femmes de lettres est sans doute le pâle reflet de ce qu’il aurait pu être dans des conditions sociales et financières plus propices à l’exercice de cet art.

## Histoire

### Antiquité et statut littéraire de la femme

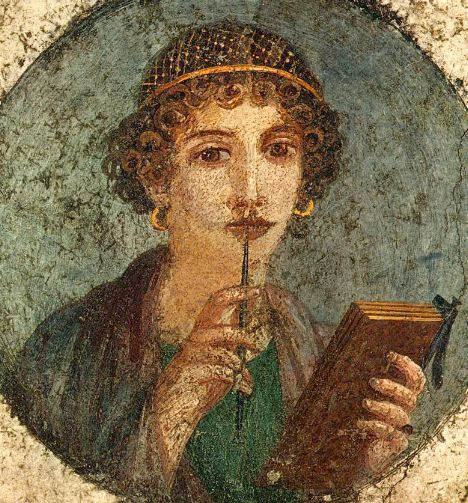
Portrait d'une jeune femme, dite Sappho, fresque découverte à Pompéi (I), musée archéologique national de Naples.

Les femmes se sont prêtées à l’exercice de l’écriture dès l’Antiquité. Au XXIIIe siècle av. J.-C., sous le règne de Sargon d'Akkad, maître de Sumer, sa propre sœur, Enheduana, grande prêtresse et poétesse, laisse à la postérité son nom à des textes inscrits sur des tablettes d'argile, ce qui en fait l'une des premières autrices de l'Humanité. En Chine, la plus ancienne trace remonte au VIIe siècle avant notre ère, en la personne de Dame Mu de Xu (許穆夫人), poétesse, épouse du gouverneur de l'État de Xu (cf. dynastie Zhou de l'Est).
En Occident, les traces les plus anciennes nous viennent de la Grèce antique : malgré un oubli et une perdition de leurs travaux, des poétesses grecques se sont manifestées, et nous sont parvenus les noms de Praxilla de Sycione, Corinne de Tanagra, Télésille d’Argos, mais, la plus connue reste Sapphô. Bien que son œuvre soit conservée de manière très fragmentaire, sa vie et sa fin tragique, rapportées par le poète romain Ovide, en font une personnalité à part parmi les auteurs antiques. 
Les femmes philosophes de l’Antiquité paraissent, elles, balancer entre des noms sans référent déterminable, et des figures à mi-chemin de l’histoire et de la légende – histoire et légende elles-mêmes construites par des discours masculins. Platon cite Diotime, qui participe au Banquet. Diogène Laërce mentionne Hipparchia, la femme du philosophe Cratès. La plus célèbre reste Hypatie, mathématicienne et philosophe néoplatonicienne assassinée par des chrétiens à Alexandrie au début du Ve siècle.

### Productions littéraires féminines au Moyen Âge
En France, on trouve des femmes de lettres pendant tout le Moyen Âge, comme Dhuoda (805-845), Héloïse (1101-1164), Beatritz de Dia (1140-1175), Marie de France (1160-1210), Marguerite d’Oingt (1240-1310), Christine de Pisan (1364-1430), Clotilde de Surville (1405-1498), Catherine d'Amboise (1481-1549), Marguerite de Navarre (1492-1549), Hélisenne de Crenne (1510-1560).
Dans d'autres aires culturelles, notamment protestantes anglo-saxonnes à l'époque contemporaine, l’activité littéraire des femmes fut souvent bridée par les conceptions sexistes et la structure sociale des sociétés occidentales des époques moderne. Leurs travaux sont souvent critiqués, minimisés, par leurs contemporains masculins et féminins[réf. nécessaire]. L’activité littéraire des femmes emprunte alors des voies détournées, comme la publication anonyme (Jane Austen). Cependant, on trouve une présence féminine dans la littérature hagiographique, par le biais des écrits de nonnes lettrées comme la saxonne Hrotsvita de Gandersheim ou la rhénane Hildegarde de Bingen.
On pourrait attribuer la littérature hagiographique à une majorité de femmes mais la plupart de ces écrits sont anonymes. Cependant, on gardera le nom de Clémence, nonne de l’abbaye de Barking et autrice de l’œuvre une vie de Sainte Catherine d’Alexandrie, au XIIe siècle.
Certaines femmes, telles George Sand, les sœurs Brontë, George Eliot, ont pris un pseudonyme masculin. Dans La tradition des romans de femmes, Catherine Mariette-Clot écrit : « Écrire ne va pas de soi, encore moins pour une femme que pour un homme, et celle qui écrit doit affronter bien des obstacles pour être publiée. Obstacle moral et social d'abord: la pudeur qui lui sied, les convenances qu'elle se doit d'observer, exigent d'une femme qu'elle n'expose pas son nom (la plupart du temps le nom de son mari), qu'elle ne le rende pas "public" ».
À partir du XVIe siècle, des femmes de la noblesse, influentes et cultivées, organisent des salons littéraires, qui deviennent des hauts lieux de la vie culturelle et politique, contribuant à l’élaboration et à la transmission des idées des Lumières parisienne et européenne. Madeleine de Scudéry, connue sous le petit nom de « Sappho », a une carrière littéraire très riche, et publie une partie de ses œuvres sous le nom de son frère.
La correspondance est également une activité littéraire qu’elles exercent, certaines devenant des témoignages célèbres d’une époque, et évoluent vers un véritable genre littéraire caractérisant les romans épistolaires. Le cas des correspondances de l’épistolière Madame de Sévigné est à ce titre exemplaire : rédigées au XVIIe siècle, ses lettres sont publiées de façon clandestine en 1725, puis publiées officiellement par sa petite-fille en 1734–1737 et en 1754, et rencontrent une grande popularité.

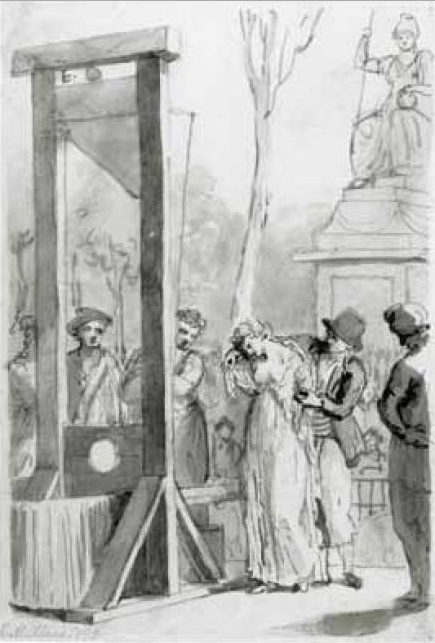
La femme a le droit de monter à l’échafaud ; elle devrait aussi avoir le droit de monter à la tribune fin, proche des Girondins, est guillotinée.

Les écrits de ces femmes apportent souvent à la littérature une vision féminine particulière, allant de simples badinages, à des critiques piquantes de personnalités ou des structures sociales de leur époque.
Avec ces écrits émergent également les premières conceptualisations de l’ère contemporaine qui donneront naissance au féminisme. La femme de lettres Olympe de Gouges emprunte ainsi une carrière politique et de polémiste, dont les écrits portent en faveur des droits civils et politiques des femmes et de l’abolition de l’esclavage des Noirs : elle est notamment l’auteur de la Déclaration des droits de la femme et de la citoyenne.
Les idées révolutionnaires françaises se répandant en Europe, l’institutrice anglaise Mary Wollstonecraft publie en 1792 son pamphlet révolutionnaire et féministe, Défense des droits de la femme.
Ces femmes et leurs écrits sont parfois vivement critiqués, par les deux sexes, en raison de leur statut social de femme : le critique littéraire Samuel Johnson compare ainsi les femmes prédicateurs à « un chien en train de danser : vous êtes étonné de le voir réaliser un tour, mais sa danse demeure boiteuse et mal exécutée ».
Toutefois, cette critique-ci s’inscrit dans le contexte particulier de la société anglaise du XVIIIe siècle. D’autres sont mieux accueillies et font l’objet d’une véritable reconnaissance sociale et littéraire. Malgré l’aspect parfois subversif de ses écrits vis-à-vis de la société patriarcale et machiste de son époque, Madeleine de Scudéry est la première femme à recevoir le prix de l’éloquence de l’Académie française.
Sous le régime de Napoléon et sous les règles du Code Civil de 1804, les femmes vont rencontrer des difficultés à faire éditer leurs œuvres. Elles doivent être autorisées par leurs maris afin de « traiter en son nom » avec leur éditeur. Les éditeurs ne pouvaient pas disposer librement d’une propriété littéraire féminine s’ils ne possédaient pas cet accord écrit. Cependant, les éditeurs eux-mêmes rendront la tâche difficile aux femmes auteures. Ainsi, Émile Templier fera une hiérarchisation des femmes selon leurs œuvres : il sous-paya la comtesse de Ségur. La comtesse Dash, elle, vit ses romans attribués à des auteurs masculins plus connus dans le but de faire plus de bénéfices. Les femmes éprouvèrent donc les pires difficultés pour se faire accepter et vivre correctement de leur métier.

### XIXesiècle

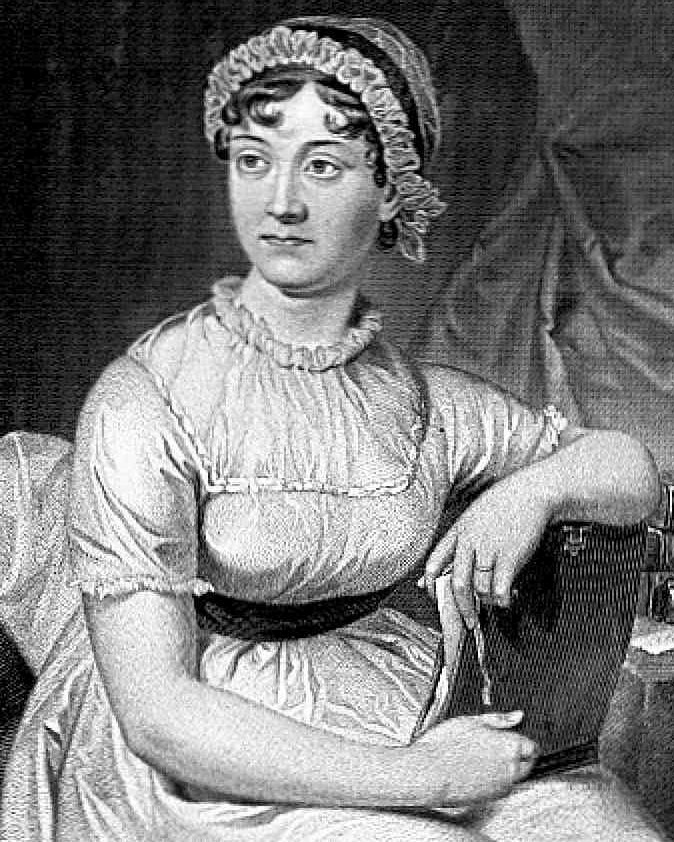
Jane Austen, Raison et sentiments, publié anonymement (by a lady) en 1811.

À la fin du XVIIIe siècle, les bas-bleus désignent ces femmes de lettres qui fréquentent les salons littéraires. L'expression existe également en Angleterre, sous la forme bluestockings. Elle en vient à identifier un courant littéraire et intellectuel féminin, le bas-bleuisme. Au XIXe siècle, le terme devient très péjoratif et se voit utilisé par les opposants à la présence des femmes dans la carrière littéraire, en particulier des écrivains comme Sophie Gay, George Sand et Delphine de Girardin.
Christine de Pizan sera notamment désignée comme la pionnière de ce mouvement par Gustave Lanson :« Bonne fille, bonne épouse, bonne mère, au reste un des plus authentiques bas-bleus qu’il y ait eu dans notre littérature, la première de cette insupportable lignée de femmes auteurs. ».
Des personnalités majeures de la littérature stigmatisent les femmes de lettres, tel Gustave Flaubert, tandis que d'autres dénoncent cette forme de misogynie, tel Honoré de Balzac. Pourtant, les attitudes misogynes ou proto-féministes de ces hommes de lettres n’étaient pas aussi simples que leurs vues déclarées : Flaubert est connu pour avoir maintenu une longue correspondance et amitié avec George Sand.

« Il ne s’agit pas de condamner la femme de lettres pour incapacité littéraire puisqu’elle a fait ses preuves. Mais on peut la condamner pour des raisons d’ordre social (…). À certains égards le bas-bleuisme est un terrible phénomène social. Il est désorganisateur de maints foyers uniquement par le fait que la profession des gens de lettres entraîne aux fréquentations dangereuses que les intéressées (des intellectuelles !) masquent sous l’appellation d’études de mœurs ou d’enquêtes préparatoires »

— Georges Doutrepont, professeur à l’Université de Louvain et membre de l’Académie royale de Langue et de Littérature françaises de Belgique, cité par Cécile Vanderpelen, La Femme et la littérature catholique d’expression française, 1918-1930
Dans son Journal, au 6 mars 1905, Jules Renard utilise le terme très péjorativement : « Les femmes cherchent un féminin à auteur : il y a bas-bleu. C’est joli, et ça dit tout. À moins qu’elles n’aiment mieux “plagiaire” ou “écrivaine” ».
Le nombre des femmes actives dans le champ éditorial a assurément augmenté entre la seconde moitié du XVIIIe siècle et les années 1830 dans le seul domaine romanesque.
Bien que certains genres littéraires comme le roman romanesque et le roman épistolaire soient considérés comme proprement « féminins », la réalité est tout autre et résulte de la façon dont l’ensemble de la société pense le rôle des femmes et leur délivrance d’œuvres de l’esprit au même titre que les hommes.
Le journalisme a été pour les femmes un moyen de s'imposer dans le champ littéraire en créant des pratiques, des postures et des écritures.
En 1897, le premier numéro de La Fronde, quotidien entièrement rédigé par des femmes à l’initiative de Marguerite Durand, est publié. Ce journal servira de support aux revendications féministes et professionnelles pour les femmes. L'objectif des femmes rédactrices de La Fronde est de perturber l'ordre social, de renverser les stigmates liés à leur genre, en érigeant des attributs traditionnellement féminins en conditions même de leur succès journalistique.
Dans presse alternative anglophone créée par et pour les femmes au XIXe siècle aux États-Unis et en Grande-Bretagne, les journalistes femmes ont activement soutenu les mouvements sociaux féminins, tels que les suffragettes et les mouvements féministes ultérieurs. Leur engagement professionnel a contribué à l'émergence de nouveaux médias et de nouvelles approches de l'information.
Au dix-neuvième siècle français, nombreuses sont les femmes de lettres qui s’engagent activement dans la presse anarchiste en collaborant autant à des périodiques à vocation propagandiste, qu’à des revues d’orientation anarchiste associées à l’avant-garde littéraire. Malgré une production textuelle massive, elles n’ont encore aujourd’hui qu’une faible visibilité au sein de l’historiographie littéraire de l’anarchisme.
C’est également une femme, Nellie Bly , qui est à l’origine du journalisme d’investigation, que l'on appellera bien plus tard, dans les années 1960, le gonzo-journalisme. Douée pour l'écriture, elle écrira sur les conditions désastreuses des ouvrières, la corruption des dirigeants mecicains, les conditions de vies des femmes internées dans les asiles. Infiltrée dans les tranchées, elle est la première correspondante de guerre des États-Unis et deviendra une figure culte du journalisme.

## La rareté des femmes dans l'histoire littéraire
Dans son ouvrage, Des femmes en littérature, publié en 2010 chez Belin, Martine Reid, professeure de littérature, spécialiste de littérature française du XIXe siècle, des écrits de femmes et de George Sand, tend à expliquer ce vide éditorial marquant en délivrant notamment une synthèse des femmes auteurs.
Comme l'indique la Bibliothèque nationale de France (BnF), les femmes du passé ont souvent été moins rééditées que les hommes et oubliées ; en outre, au début du XXIe siècle, les femmes sont moins nombreuses à être éditées que les hommes et moins de prix littéraires leur sont attribués par rapport à leurs confrères masculins.
De plus, le choix de prendre des pseudonymes invisibilise indirectement les femmes auteures : sur plus d’une centaine de noms d’auteures d’ouvrages littéraires comptant parmi les plus représentatifs de la littérature du XIXe siècle, on compte quinze pseudonymes, dont six masculins.
Les femmes de lettres font l’objet d’une sous-représentation. C’est le cas dans les manuels scolaires : les femmes sont sous-représentées numériquement, et quand elles sont citées, elles sont le plus souvent dévalorisées. La majorité des textes étudiés en classe sont écrits par des hommes. Quand les femmes sont citées, c’est leur lien avec les « grands hommes » qui est évoqué: Louise Colet est la confidente de Flaubert, alors que c’est d’abord une poétesse, et George Sand est l’amante de Musset.
Afin de remédier à leur sous-représentation dans les manuels scolaires, des pétitions ont été lancées : Françoise Cahen a obtenu en 2017 une réponse positive de Najat Vallaud-Belkacem à une pétition qui a recueilli plus de 19000 signatures pour assurer la présence d'autrices dans les programmes du baccalauréat. Un collectif d'étudiantes, étudiants, enseignantes et enseignants lance la même année une demande similaire pour le concours de l'agrégation.
Elles sont également invisibilisées dans les institutions littéraires : depuis sa création en 1635, l’Académie française a accueilli plus de 700 membres, mais huit femmes y ont été élues, la première en 1980 (Marguerite Yourcenar). À ce jour[Quand ?], seules six femmes y siègent sur 37 membres. Les sièges de Marguerite Yourcenar et Jacqueline de Romilly sont revenus à des hommes après la mort de celles-ci. Depuis la création du prix Goncourt en 1903, seules 11 femmes l’ont remporté : la première, Elsa Triolet en 1944 et la dernière, Lydie Salvayre en 2014. Leur présence est donc très faible et même contestée : quand Judith Gautier est élue membre du jury de l’Académie Goncourt en 1910, Jules Renard la qualifie de « vieille outre noire, mauvaise et fielleuse, couronnée de roses comme une vache de concours ».

## Mots «écrivaine» et «autrice»
Les termes « escrivaine » et « escripvaine » sont attestés en français à partir du XIVe siècle, comme l'indique le Dictionnaire Godefroy qui en recense deux exemples d'usages ; « escrivaine » y est défini comme le féminin de « escrivain ».
Aux XVIe et XVIIe siècles, on utilisait plutôt « autrice » (également épelé « auctrice » ou « authrice ») : « Tout ce que vous dites sur les femmes “autrices” est admirable », écrit Jean Chapelain en 1639, le premier occupant du fauteuil 7 de l'Académie française. On trouve également le mot « escrivaine » sous sa plume, dans une lettre adressée le 9 octobre 1639 à Guez de Balzac.

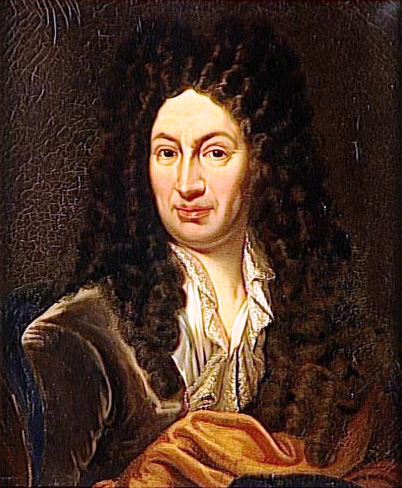
Jean Chapelain, qui utilise les mots « autrices » et « escrivaine » en 1639.

Au XVIIIe siècle, Restif de la Bretonne tentera « auteuse », mais l'« authoresse » du XIXe siècle, sous influence anglaise, sera repoussé sans ménagement : « Un journal discourait naguère sur “authoresse” et, le proscrivant avec raison, le voulait exprimer par “auteur”. Pourquoi cette réserve, cette peur d’user des forces linguistiques ? Nous avons fait “actrice”, “cantatrice”, “bienfaitrice”, et nous reculons devant “autrice”, et nous allons chercher le même mot latin grossièrement anglicisé et orné, comme d’un anneau dans le nez, d’un grotesque th ».
Le féminin « auteure » est attesté dès le milieu du XIXe siècle sous la plume de Delphine de Girardin : « Madame de Flahault est douée d’une haute intelligence, d’une véritable capacité ; si l’on dit femme auteure, nous dirons que Madame de Flahault est une femme administrateure ».

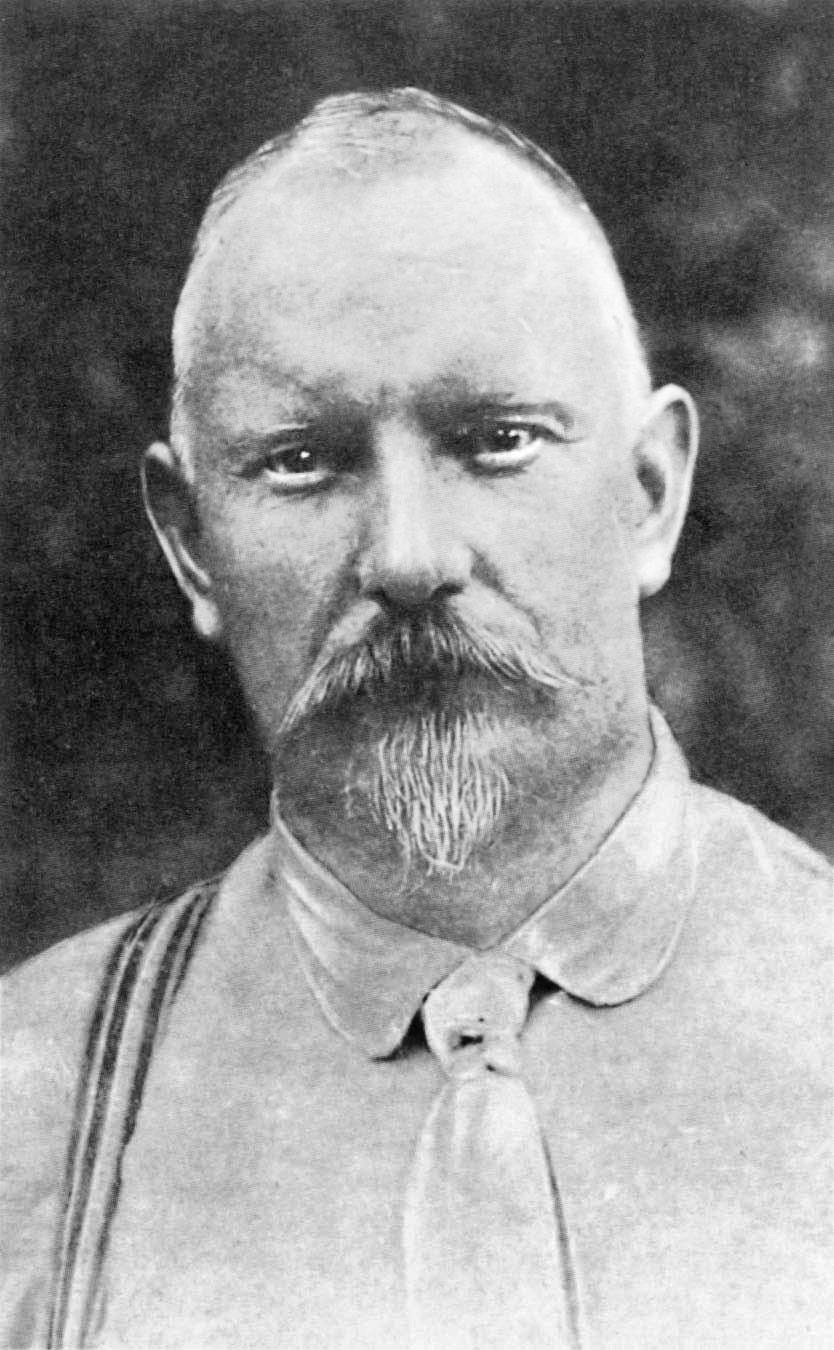
Jules Renard, un des détracteurs de la féminisation du mot.

Jules Renard a discuté de l'utilité du terme dans son Journal (1905) : « Les femmes cherchent un féminin à auteur ; il y a bas-bleu ; c’est joli et ça dit tout. À moins qu’elles n'aiment mieux “plagiaire” ou “écrivaine” : la rime n'aurait rien d'excessif. Je veux faire rire : les femmes ont plus de talent que nous. Je propose de dire “madame” afin qu'elles gardent quelque chose de leur sexe ».
Depuis le XXe siècle, l'usage semble osciller entre « femme de lettres », « écrivain », « écrivaine », « auteur », « auteure » et « autrice ».
En France, « écrivaine » est la forme retenue par l'Institut national de la langue française en 1999. Le Petit Larousse le mentionne dans son édition de 2009, et l'inclut sur son site en ligne. L'Académie française, en 2002, considère qu'il s'agit d'un néologisme et lui préfère le terme « écrivain » : « On se gardera de même d’user de néologismes comme agente, cheffe, maîtresse de conférences, écrivaine, autrice… L’oreille autant que l’intelligence grammaticale devraient prévenir contre de telles aberrations lexicales », position qu'elle modifie nettement dans son rapport de février 2019 sur la féminisation des noms de métiers, en validant également « autrice », qui « a la préférence de l'université » d'après l'académicienne Dominique Bona. Le Trésor de la langue française informatisé ne reconnaît au XXe siècle que le terme « écrivain » et remarque qu'en règle générale il n'y a pas de féminin grammatical à « écrivain », citant la femme de lettres Colette : « D'elle, de moi, qui donc est le meilleur écrivain ? »,. Le Littré, paru en 1863, n'a pas d'entrée pour le terme « écrivaine » ; il ajoute après un long développement consacré au mot « écrivain (« Homme qui compose des livres ») qu'« il se dit aussi des femmes ».
En 2015, son emploi est recommandé par le Haut conseil à l'égalité entre les femmes et les hommes, afin de « lutter contre les stéréotypes de sexe ».
Au Québec et au Nouveau-Brunswick, l’emploi des termes « écrivaine » et « auteure » s'est généralisé depuis les années 1980. La féminisation des noms de métiers y est recommandée.
En Belgique, la forme « écrivaine » est recommandée par le Service de la langue française dans les documents des autorités administratives, les ouvrages d'enseignement, les offres et demandes d'emploi.
En 1994, les termes auteure, chauffeuse, écrivaine et matelot, avaient été présentés en notes. Toutefois, leur usage étant devenu la norme, une écrivaine et la forme épicène une écrivain sont depuis 2005 les deux formes affichées dans le Guide de féminisation des noms de métier, fonction, grade ou titre. En 2019, le quotidien Le Soir annonce que « parce que le mot sonne clair, affirme sa féminité, s’appuie sur l’histoire et la proximité d’actrice, les Livres du Soir diront, dorénavant, autrice ».
En Suisse, on trouve de la même manière qu'en France un usage ancien du mot écrivaine. Tout un chapitre est dédié en 1763 au « devoir de l'écrivaine » dans un livre de règles de vie s'adressant à une communauté religieuse de Sainte-Claire d'Orbes et Vevey. C'est la forme qui est recommandée en 2001 par le Guide romand d'aide à la rédaction administrative et législative épicène.
En France, plusieurs femmes de lettres, telles qu'Abnousse Shalmani, revendiquent l'usage du terme écrivain, considérant que le terme écrivaine contribue à faire une distinction entre les créateurs de littérature et à marginaliser les femmes qui écrivent.

#### Études
- Laure Adler et Stefan Bollmann, Les Femmes qui écrivent vivent dangereusement, Paris, Flammarion, 2007.  (ISBN 978-2-08-011641-3)
- Camille Aubaude, Lire les femmes de lettres, Paris, Dunod, 1993  (ISBN 978-2-1000-0128-6).
- Maud de Belleroche, Des femmes, La Jeune Parque, 1970.
- Martine Biard, Les Trobaïritz. Femmes poètes du Sud au XXIe siècle, recueil de témoignages et de poèmes, Narbonne, Éditions Mille Poètes en Méditerranée, 2013  (ISBN 978-2-918-38167-9)
- Geneviève Brisac, La Marche du cavalier, Paris, éditions de l’Olivier, 2002  (ISBN 978-2-8792-9334-9).
- Angela Carter, The Sadeian Woman : An Exercise in Cultural History, Londres, Virago, 1979.
- Hélène Cixous, Entre l’écriture, Paris, éditions des Femmes, 1986.
- Hélène Cixous, « Le Rire de la méduse », L’Arc, « Simone de Beauvoir et la lutte des femmes », 61, 1975.
- Colette Cosnier, Le Silence des filles : de l’aiguille à la plume, Fayard, 2001  (ISBN 978-2-2136-0823-5).
- Béatrice Didier, L’Écriture-femme, Paris, PUF, 1981.
- Xavière Gauthier, Surréalisme et sexualité, Paris, Gallimard « idées », 1971.
- Sandra M. Gilbert et Susan Gubar, The Madwoman in the Attic : The Woman Writer and the Nineteenth Century Imagination, New Haven, Yale University Press, 1979.
- Sandra M. Gilbert et Susan Gubar, No Man’s Land. The Place of the Woman Writer in the Twentieth Century, vol. 2, Sexchanges, New Haven et Londres, Yale University Press, 1989.
- Claudine Hermann, Les Voleuses de langue, Paris, éditions des Femmes, 1976  (ISBN 978-2721000743).
- bell hooks, Talking Back, Boston, South End Press, 1989.
- bell hooks, Yearning : Race, Gender and Cultural Politics, Londres, Turnabout, 1991.
- Annie Le Brun, À distance, Paris, Pauvert/Carrère, 1984.
- François Le Guennec, Le Livre des femmes de lettres oubliées, Mon petit éditeur, 2013.
- François Le Guennec, Vagit-prop, Lâchez tout et autres textes, Paris, Ramsay/Pauvert, 1990.
- Claire Lesage, « Femmes de lettres à Venise aux XVIe et XVIIe siècles : Moderata Fonte, Lucrezia Marinella, Arcangela Tarabotti », Clio. Femmes, genre, histoire, no 13,‎ 2001, p. 135-144 (DOI 10.4000/clio.138)
- Nancy K. Miller, The Heroine’s Text: Readings in the French and English Novel, 1722-1782, New York, Columbia University Press, 1980.
- Nancy K. Miller, The Poetics of Gender, New York, Columbia University Press, 1986 ; 1987.
- Christine Planté, La Petite Sœur de Balzac, essais sur la femme auteur, Paris, Seuil, 1989.
- Joanna Russ, How to Suppress Women’s Writing, Austin, University of Texas Press, 1983.
- Liesel Schiffer, Femmes remarquables du XIXe siècle, Paris, Vuibert, 2008.  (ISBN 978-2-7117-4442-8)
- Elaine Showalter (dir.), The New Feminist Criticism : Essays on Women, Literature, and Theory, New York, Pantheon, 1985.
- Gayatri Chakravorty Spivak, In Other Worlds : Essays in Cultural Politics, Londres, Methuen, 1987 ; Routledge, 2014  (ISBN 978-1-1388-3503-0).
- Robyn R. Warhol & Diane Price Herndl (éd.), Feminisms, an Anthology of Literary Theory and Criticism, Houndmills, Macmillan Press, 1997  (ISBN 978-0-3336-9099-4).

#### Autres
- Virginia Woolf, Une Chambre à soi (A Room of One’s Own, 1929), traduit par Clara Malraux, 10/18, 2001  (ISBN 978-2-2640-2530-2)
- Arthur Schopenhauer, Essai sur les femmes, 1854.
- John Stuart Mill, La Sujétion des femmes, 1869.